# ルイス・ブラウン (野球)
ルイス・ブラウン（Luis Brown, 1982年12月10日 - ）は、ドミニカ共和国出身のプロ野球選手（投手）。

## 来歴・人物
アメリカでの実績はまったくない。ドミニカのウインターリーグで森繁和コーチが目を付けて2005年にクリスチャン・ベロアと共に中日ドラゴンズの入団テストを受け、合格。しかし一・二軍ともに公式戦出場はなく、同年9月5日に自由契約となった。

## 詳細情報

### 年度別投手成績
- 一軍公式戦出場なし

### 背番号
- 94 （2005年）